# Flavia Camilla
Flavia Camilla, también conocida como Flavia Watson (nacida como Flavia Camilla Watson el 11 de abril de 1991 en el condado de Contra Costa, California), es una actriz, cantante y compositora estadounidense, conocida por sus papeles en 9-1-1, El mentalista y Shadows on the Road.

## Biografía
Nació en el Área de la Bahía de San Francisco, Estados Unidos, y creció en Irlanda e Italia. Luego, vivió en varios lugares de su país natal hasta que se radicó en Los Ángeles para estudiar en el Instituto de las Artes de California a la edad de dieciocho años.

## Vida personal
Mide 1.65 metros de altura. Es de signo Aries.

## Filmografía

### Cine
| Año  | Película                | Rol       | Notas                    | Ref.  |
| ---- | ----------------------- | --------- | ------------------------ | ----- |
| 2012 | Fino all'ultimo minuto  | Anna      | Corto Como Flavia Watson | [ 2 ] |
| 2014 | The Mechanic            | Melissa   | Corto Como Flavia Watson | [ 2 ] |
| 2014 | Navidad en Palm Springs | Jenny     | Como Flavia Watson       | [ 2 ] |
| 2015 | Why We Fight            | Ana Solis | Corto Como Flavia Watson | [ 2 ] |
| 2015 | Rigor Mortis            | Abyleen   | Corto Como Flavia Watson | [ 2 ] |
| 2015 | Long Lost               | Josie     | Corto Como Flavia Watson | [ 2 ] |
| 2015 | I Want You              | Angel     | Corto Como Flavia Watson | [ 2 ] |
| 2016 | Hickey                  | Carly     | Como Flavia Watson       | [ 2 ] |
| 2016 | Mod-X                   | Vion      | Corto Como Flavia Watson | [ 2 ] |
| 2018 | Shadows on the Road     | Zoe       | Como Flavia Watson       | [ 2 ] |
| 2019 | Til I Die               | Flavia    | Estrenada en DVD         | [ 2 ] |

### Televisión
| Año  | Programa                | Rol           | Notas                                       | Ref.  |
| ---- | ----------------------- | ------------- | ------------------------------------------- | ----- |
| 2014 | Youthful Daze           | Cheryl        | 3 episodios Como Flavia Watson              | [ 2 ] |
| 2014 | Laid Out                | Shaniqua      | 1 episodio Como Flavia Watson               | [ 2 ] |
| 2015 | El mentalista           | Megan         | 1 episodio Como Flavia Watson               | [ 2 ] |
| 2016 | The Third Wheel         | Megan         | Como Flavia Watson                          | [ 2 ] |
| 2016 | Keeping It Together: LA | Harper        | 4 episodios Como Flavia Watson              | [ 2 ] |
| 2017 | Delivering Christmas    | Milk Maid     | Corto para la televisión Como Flavia Watson | [ 2 ] |
| 2018 | 9-1-1                   | Tacones Altos | 1 episodio Como Flavia Watson               | [ 2 ] |